# Marasmius phalaricola
Marasmius phalaricola är en svampart som beskrevs av Warcup & P.H.B. Talbot 1962. Marasmius phalaricola ingår i släktet Marasmius och familjen Marasmiaceae.   Inga underarter finns listade i Catalogue of Life.